# Forest Whitaker
Forest Steven Whitaker (Longview, Texas, 1961. július 15. –) Oscar-díjas amerikai színész, rendező és producer.
Legnagyobb szakmai sikerét a 2006-ban bemutatott Az utolsó skót király című filmjével érte el, amelyben Uganda hírhedt diktátorát, Idi Amin Dadát alakította. Alakításért Oscar- Golden Globe- és BAFTA-díjjal is jutalmazták. Ő az Oscar történetének negyedik olyan afroamerikai színésze, aki a legjobb férfi főszereplőként kapta meg az Oscar-díjat, rajta kívül eddig Sidney Poitier, Denzel Washington és Jamie Foxx vehette át díjat ebben a kategóriában. További emlékezetes filmjei a Bird – Charlie Parker élete (1988) és a Szellemkutya (1999) című alkotások. Visszatérő szerepet kapott a The Shield című amerikai sorozatban, amiben Jon Kavanaugh hadnagyot játssza el.

## Gyermekkora
Whitaker a texasi Longview nevű kisvárosban született 1961-ben, de a családnak 1965-ben el kellett költöznie a növekvő rasszizmus miatt. A család Dél-Los Angelesbe költözött. Az édesapja, id. Forest Whitaker biztosítási ügynök volt, édesanyja pedig tanárnő. Két öccse van, Kenn és Damon, és egy nővére, Deborah. Tizenéves korában a Palisades High School középiskolában tanult. Az iskolában bekerült az amerikaifutball-csapatba, ahol Jay Schroelder, a későbbi NFL-játékossal együtt sportolt. Zenei leckéket is vett és énekelni is tanult. Remek tenor lehetett volna, ha nem a filmszakmát választja. 1979-ben megszerezte első diplomáját, majd a Cal Poly Pomona egyetemen tanult tovább. Az egyetemen folytatta a labdarúgást, ami nagyon jól ment neki, de sajnálatos módon a bal lába megsérült és ezért abba kellett hagynia a focizást. A futballbalesete miatt otthagyta a Cal Poly Pomona egyetemet. Átiratkozott az University of Southern California egyetemre, 1982-ig operát tanult és megszerezte a második diplomáját.

## Pályafutása
A legelső filmes szerepe az Változó világban (1982) volt, amelyben egy focistát játszott Nicolas Cage, Phoebe Cates és Sean Penn mellett. A szerepet a jó futballtudásának is köszönhette. Következő kisebb szerepe Martin Scorsese A pénz színe (1986) című filmjében volt. Még ebben az évben szerepet kapott A szakasz című filmben is. 1987-ben Robin Williamssel játszott együtt, a Jó reggelt, Vietnam!-ban. Jean-Claude Van Damme első főszerepes filmjében a Véres játékban is feltűnik, mint Rawlins. Charlie Parkert a híres dzsesszzenészt játszotta a Bird – Charlie Parker élete című filmben, melyet Clint Eastwood rendezett 1988-ban. Eastwood filmjéhez magasan képzett szaxofontanároktól tanult játszani. A jutalom nem maradt el: a Cannes-i fesztiválon megkapta a Legjobb férfi alakításért járó díjat és Golden Globe-díjra is jelölték. Két évvel később főszerepet játszott a Philadelphiai zsaruban (1990). A Síró játékban Jody-t a brit katonát játssza. Harvey Keitel és William Hurt mellett tűnik fel újra az 1995-ben bemutatott Füst című drámában. Pár évvel később egy bölcs szamurájt, alakít a Szellemkutya (1999) című filmben, amit Jim Jarmusch írt és rendezett. Rengeteg időt töltött a keleti bölcsességek tanulmányozásával, a kardforgatással és a szamurájok életével. Jarmusch a The New York Timesnek adott interjújában azt mondta, hogy Whitakernél jobb színészt nem is találhatott volna a szerepre, mert benne megvolt minden, ami kellett a hidegvérű gyilkos karakteréhez. A Háború a Földön című film volt karrierjének egyik legrosszabb alkotása. A film 7 Arany Málna díjat nyert, köztük a legrosszabb film, a legrosszabb színész (John Travolta) és a legrosszabb rendezői (Roger Christian) díjakat is. A következő évben a Pánikszoba című filmben játszotta a főgonoszt két színésztársával együtt Jared Letóval és Dwight Yoakamal. 2003-ban Colin Farrell-el és Kiefer Sutherlanddel játszott együtt A fülke című thrillerben. Legnagyobb sikerét Az utolsó skót király című filmmel érte el, amiben Idi Amint az Ugandai diktátor játszotta 2006-ban. Whitaker Ugandába utazott a forgatások előtt, hogy beszélhessen a nagyhatalmú diktátor barátaival, ismerőseivel. Megtanult harmonikázni és Szuahéli nyelven is tanult, ami nagyon jól ment neki. Amin életéről, szokásairól könyveket olvasott, okiratokat és régi híradófelvételeket is megnézett. A filmbeli remek alakításáért Oscar-díjat kapott a legjobb főszereplő kategóriában. Megkapta még a Golden Globe-díjat és egy BAFTA-díjat is. 2007-ben egy másik Oscar-díjas színésszel Denzel Washingtonnal játszott főszerepet a The Great Debaters (magyar cím még nincs) című filmben. 2008-ban játszik a Jieho Lee rendezte Lélegzetben és utána Az utca királyaiban is amiben egy korrupt rendőrt alakít Keanu Reeves mellett. A Nyolc tanú című filmben egy amerikai turistát alakít, aki az elnök elleni merényletnek az egyik tanúja.

## Magánélete
1996-ban feleségül vette Keisha Nash színésznőt, akivel az Időzített bomba című film forgatása alatt ismerkedett meg. Négy gyermekük született, három lány és egy fiú. Házasságuk 2018-ban válással végződött. Kesh 2023-ban, 51 évesen hunyt el, halálát alkoholizmus miatti májbetegség okozta.
Karatéban fekete övet szerzett, mellette jógával is aktívan foglalkozik. Lányával, True-val együtt vegetáriánus. A bal szemén szemhéj-ptosis, egy örökletes rendellenesség van. Whitaker a politikában Barack Obamát, az USA 44. elnökét támogatta és annak 2008-as kampányában is részt vett.

## Filmográfia

### Film

#### Rendező és producer
| Év   | Magyar cím         | Eredeti cím                 | Feladatkör | Feladatkör |
| Év   | Magyar cím         | Eredeti cím                 | Rendező    | Producer   |
| ---- | ------------------ | --------------------------- | ---------- | ---------- |
| 1993 |                    | Strapped                    | Igen       | Nem        |
| 1995 | Az igazira várva   | Waiting to Exhale           | Igen       | Nem        |
| 1998 | Majd elválik!      | Hope Floats                 | Igen       | Nem        |
| 2003 | Nő a köbön         | Chasing Papi                | Nem        | Igen       |
| 2004 | Fejjel a bajnak    | First Daughter              | Igen       | Nem        |
| 2009 | A kék szoba        | Powder Blue                 | Nem        | Igen       |
| 2013 | A megálló          | Fruitvale Station           | Nem        | Igen       |
| 2013 |                    | Repentance                  | Nem        | Igen       |
| 2015 | Kábszer            | Dope                        | Nem        | Igen       |
| 2016 |                    | Songs My Brothers Taught Me | Nem        | Igen       |
| 2017 |                    | Roxanne Roxanne             | Nem        | Igen       |
| 2018 | Bocs, hogy zavarom | Sorry to Bother You         | Nem        | Igen       |
| 2021 | A látszat ára      | Passing                     | Nem        | Igen       |

#### Színész
| Év   | Magyar cím                             | Eredeti cím                       | Szerep                            | Magyar hang          | Rendező               |
| ---- | -------------------------------------- | --------------------------------- | --------------------------------- | -------------------- | --------------------- |
| 1982 |                                        | Tag: The Assassination Game       | Gowdy testőre                     |                      | Nick Castle           |
| 1982 | Változó világ                          | Fast Times at Ridgemont High      | Charles Jefferson                 | Csík Csaba Krisztián | Amy Heckerling        |
| 1985 | Megőrülök érted                        | Vision Quest                      | Jean-Pierre „Balldozer” Baldosier |                      | Harold Becker         |
| 1986 | A pénz színe                           | The Color of Money                | Amos                              | Hankó Attila         | Martin Scorsese       |
| 1986 | A szakasz                              | Platoon                           | Harold "Big Harold"               | Széles László        | Oliver Stone          |
| 1987 | Zsarulesen                             | Stakeout                          | Jack Pismo nyomozó                | Zágoni Zsolt         | John Badham           |
| 1987 | Jó reggelt, Vietnam!                   | Good Morning, Vietnam             | Edward Garlick                    | Gesztesi Károly      | Barry Levinson        |
| 1988 | Véres játék                            | Bloodsport                        | Rawlins ügynök                    | Sörös Sándor         | Newt Arnold           |
| 1988 | Véres játék                            | Bloodsport                        | Rawlins ügynök                    | Kerekes József       | Newt Arnold           |
| 1988 | Bird – Charlie Parker élete            | Bird                              | Charlie „Bird” Parker, Jr.        | Besenczi Árpád       | Clint Eastwood        |
| 1989 | Johnny, a jóarcú                       | Johnny Handsome                   | Dr. Steven Fisher                 | Harsányi Gábor       | Walter Hill           |
| 1990 | Philadelphiai zsaru                    | Downtown                          | Dennis Curren                     | Vass Gábor           | Richard Benjamin      |
| 1990 | Philadelphiai zsaru                    | Downtown                          | Dennis Curren                     | Kálid Artúr          | Richard Benjamin      |
| 1991 | Egy bérgyilkos naplója                 | Diary of a Hitman                 | Dekker                            | Felföldi László      | Roy London            |
| 1991 | Lövöldözés Harlemben                   | A Rage in Harlem                  | Jackson                           |                      | Bill Duke             |
| 1992 | A 99-es paragrafus                     | Article 99                        | Dr. Sid Handleman                 | Felföldi László      | Howard Deutch         |
| 1992 | A 99-es paragrafus                     | Article 99                        | Dr. Sid Handleman                 | Háda János           | Howard Deutch         |
| 1992 | Síró játék                             | The Crying Game                   | Judy                              | Vass Gábor           | Neil Jordan           |
| 1992 | Felelősségük teljes tudatában          | Consenting Adults                 | David Duttonville                 | Faragó József        | Alan J. Pakula        |
| 1993 | Elbaltázott bankrablás                 | Bank Robber                       | Battle rendőr                     |                      | Nick Mead             |
| 1993 | Testrablók: Az invázió folytatódik     | Body Snatchers                    | Matthew Collins őrnagy            | Hankó Attila         | Abel Ferrara (1.)     |
| 1993 | Az utolsó fény                         | Last Light                        | Fred Whitmore                     | Hankó Attila         | Kiefer Sutherland     |
| 1994 | Időzített bomba                        | Blown Away                        | Anthony Franklin                  | Kerekes József       | Stephen Hopkins       |
| 1994 | Pret-a-porter – Divatdiktátorok        | Prêt-à-Porter                     | Cy Bianco                         | Hankó Attila         | Robert Altman         |
| 1994 | Jason balladája                        | Jason's Lyric                     | "Maddog"                          |                      | Doug McHenry          |
| 1995 | A lény                                 | Species                           | Dan Smithson                      | Kerekes József       | Roger Donaldson       |
| 1995 | Füst                                   | Smoke                             | Cyrus Cole                        | Kerekes József       | Wayne Wang            |
| 1995 | Csendszimfónia                         | Mr. Holland's Opus                | Bobby Tidd felnőttként            |                      | Stephen Herek         |
| 1996 | A csodabogár                           | Phenomenon                        | Nate Pope                         | Galambos Péter       | Jon Turteltaub        |
| 1998 | Halott gengszterek                     | Body Count                        | Crane                             | Gesztesi Károly      | Robert Patton-Spruill |
| 1999 | Szellemkutya                           | Ghost Dog: The Way of the Samurai | "Szellemkutya"                    | Gesztesi Károly      | Jim Jarmusch          |
| 1999 | Hallasd a hangodat!                    | Light It Up                       | Dante Jackson rendőr              | Gesztesi Károly      | Craig Bolotin         |
| 2000 | Háború a Földön                        | Battlefield Earth                 | Ker                               | Ujlaki Dénes         | Roger Christian       |
| 2000 | Haláli blöff                           | Four Dogs Playing Poker           | Mr. Ellington                     |                      | Paul Rachman          |
| 2001 | A negyedik angyal                      | The Fourth Angel                  | Jules Bernard ügynök              | Bognár Tamás         | John Irvin            |
| 2001 |                                        | The Follow (rövidfilm)            | alkalmazott                       |                      | Vóng Ká-vaj           |
| 2001 | Zöld sárkány                           | Green Dragon                      | Addie                             | Bognár Tamás         | Timothy Linh Bui (1.) |
| 2002 | Pánikszoba                             | Panic Room                        | Burnham                           | Gesztesi Károly      | David Fincher         |
| 2002 | A fülke                                | Phone Booth                       | Ed Ramey kapitány                 | Németh Gábor         | Joel Schumacher       |
| 2004 | Diliwood                               | Jiminy Glick in Lalawood          | önmaga                            |                      | Vadim Jean            |
| 2004 | Fejjel a bajnak                        | First Daughter                    | narrátor (hangja)                 | Bozai József         | Forest Whitaker       |
| 2005 | Út a mennyországba                     | A Little Trip to Heaven           | Abe Holt                          | Kerekes József       | Baltasar Kormákur     |
| 2005 | Amerikai fegyver                       | American Gun                      | Carter                            | Kerekes József       | Aric Avelino          |
| 2005 | Mária Magdolna                         | Mary                              | Ted Younger                       | Gesztesi Károly      | Abel Ferrara (2.)     |
| 2006 | A szerencse foglyai                    | Even Money                        | Clyde Snow                        | Kerekes József       | Mark Rydell           |
| 2006 | Rejtélyek mocsara                      | The Marsh                         | Geoffrey Hunt                     | Bognár Tamás         | Jordan Barker         |
| 2006 | Kis nagy hős                           | Everyone's Hero                   | Lonnie Brewster (hangja)          | Kossuth Gábor        | Christopher Reeve     |
| 2006 | Kis nagy hős                           | Everyone's Hero                   | Lonnie Brewster (hangja)          | Kossuth Gábor        | Daniel St. Pierre     |
| 2006 | Kis nagy hős                           | Everyone's Hero                   | Lonnie Brewster (hangja)          | Kossuth Gábor        | Colin Brady           |
| 2006 | Az utolsó skót király                  | The Last King of Scotland         | Idi Amin                          | Gesztesi Károly      | Kevin Macdonald       |
| 2007 | Lélegzet                               | The Air I Breathe                 | Happiness                         | Faragó András        | Jieho Lee             |
| 2007 | Bűn/tudat                              | Ripple Effect                     | Phillip                           |                      | Philippe Caland (1.)  |
| 2007 | Érvek és életek                        | The Great Debaters                | James L. Farmer, Sr.              | Kerekes József       | Denzel Washington     |
| 2008 | Nyolc tanú                             | Vantage Point                     | Howard Lewis                      | Besenczi Árpád       | Pete Travis           |
| 2008 | Az utca királyai                       | Street Kings                      | Jack Wander kapitány              | Vass Gábor           | David Ayer            |
| 2008 | Sárkányvadászok                        | Dragon Hunters                    | Lian-Csu (angol hangja)           |                      | Guillaume Ivernel     |
| 2008 | Sárkányvadászok                        | Dragon Hunters                    | Lian-Csu (angol hangja)           | Arthur Qwak          |                       |
| 2008 | Szárnyas teremtmények                  | Winged Creatures                  | Charlie Archenault                | Vass Gábor           | Rowan Woods           |
| 2009 | A kék szoba                            | Powder Blue                       | Charlie                           |                      | Timothy Linh Bui (2.) |
| 2009 | Ahol a vadak várnak                    | Where the Wild Things Are         | Ira (hangja)                      | Szabó Győző          | Spike Jonze           |
| 2009 |                                        | Hurricane Season                  | Al Collins                        |                      | Tim Story             |
| 2010 | Végrehajtók                            | Repo Men!                         | Jake Freivald                     | Kerekes József       | Miguel Sapochnik      |
| 2010 |                                        | Lullaby for Pi                    | Bradford Boyd                     |                      | Benoît Philippon      |
| 2010 |                                        | My Own Love Song                  | Joey                              |                      | Olivier Dahan         |
| 2010 | A kísérlet                             | The Experiment                    | Barris                            | Kerekes József       | Paul Scheuring        |
| 2010 | Házasodik a család                     | Our Family Wedding                | Bradford Boyd                     | Csuja Imre           | Rick Famuyiwa (1.)    |
| 2011 | Dupla csapda                           | Catch .44                         | Ronny                             | Bognár Tamás         | Aaron Harvey          |
| 2012 | Szabadúszók                            | Freelancers                       | Dennis LaRue                      | Jakab Csaba          | Jessy Terrero         |
| 2012 | Sötét titok                            | A Dark Truth                      | Francisco Francis                 | Kerekes József       | Damian Lee            |
| 2012 | Ernest és Celestine                    | Ernest & Celestine                | Ernest (angol hangja)             | Berzsenyi Zoltán     | Stéphane Aubier       |
| 2012 | Ernest és Celestine                    | Ernest & Celestine                | Ernest (angol hangja)             | Berzsenyi Zoltán     | Vincent Patar         |
| 2012 | Ernest és Celestine                    | Ernest & Celestine                | Ernest (angol hangja)             | Berzsenyi Zoltán     | Benjamin Renner       |
| 2013 | Erőnek erejével                        | The Last Stand                    | John Bannister                    | Gesztesi Károly      | Jee-woon Kim          |
| 2013 |                                        | Repentance                        | Angel Sanchez                     |                      | Philippe Caland (2.)  |
| 2013 | Zulu                                   | Zulu                              | Ali Sokhela                       | Kerekes József       | Jérôme Salle          |
| 2013 |                                        | Pawn                              | Will                              |                      | David A. Armstrong    |
| 2013 | A komornyik                            | The Butler                        | Cecil Gaines                      | Gesztesi Károly      | Lee Daniels           |
| 2013 | Közel a karácsony                      | Black Nativity                    | Cornell tiszteletes               | Kerekes József       | Kasi Lemmons          |
| 2013 | A harag tüze                           | Out of the Furnace                | Wesley Barnes                     | Bognár Tamás         | Scott Cooper          |
| 2014 |                                        | Two Men in Town                   | William Garnett                   |                      | Rachid Bouchareb      |
| 2014 | Elrabolva 3.                           | Taken 3                           | Franck Dotzler                    | Gesztesi Károly      | Olivier Megaton       |
| 2015 | Kábszer                                | Dope                              | narrátor (hangja)                 | Kálid Artúr          | Rick Famuyiwa (2.)    |
| 2015 | Mélyütés                               | Southpaw                          | Titus „Tick” Wills                | Bognár Tamás         | Antoine Fuqua         |
| 2016 | Érkezés                                | Arrival                           | Weber ezredes                     | Csuja Imre           | Denis Villeneuve      |
| 2016 | Zsivány Egyes – Egy Star Wars-történet | Rogue One: A Star Wars Story      | Saw Gerrera                       | ifj. Jászai László   | Gareth Edwards        |
| 2017 |                                        | The Forgiven                      | Desmond Tutu érsek                |                      | Roland Joffé          |
| 2018 | Bocs, hogy zavarom                     | Sorry to Bother You               | Equisapien / Demarius             |                      | Boots Riley           |
| 2018 |                                        | Burden                            | David Kennedy tiszteletes         |                      | Andrew Heckler        |
| 2018 | Fekete Párduc                          | Black Panther                     | Zuri                              | Gesztesi Károly      | Ryan Coogler          |
| 2018 |                                        | How It Ends                       | Tom                               |                      | David M. Rosenthal    |
| 2018 | Hazugságok városa                      | City of Lies                      | Jack Jackson                      | Bognár Tamás         | Brad Furman           |
| 2019 | Steve McQueen nyomában                 | Finding Steve McQueen             | Howard Lambert                    |                      | Mark Steven Johnson   |
| 2020 | A Jangle család karácsonya             | Jingle Jangle                     | Jeronicus Jangle                  | Földes Tamás         | David E. Talbert      |
| 2021 | Respect                                | Respect                           | C. L. Franklin                    | Kerekes József       | Liesl Tommy           |
| 2023 | George Foreman bukása és tündöklése    | Big George Foreman                | Doc Broadus                       | Kerekes József       | George Tillman Jr.    |
| 2025 | Királyok királya                       | The King of Kings                 | Péter (hangja)                    |                      | Seong-ho Jang         |
| 2025 | Pusztítás                              | Havoc                             | Lawrence Beaumont                 | Kálid Artúr          | Gareth Evans          |

### Televízió

#### Tévéfilm
| Év   | Magyar cím             | Eredeti cím                                      | Szerep                        | Magyar hang     |
| ---- | ---------------------- | ------------------------------------------------ | ----------------------------- | --------------- |
| 1987 | Idegen kéz             | Hands of a Stranger                              | Delaney őrmester              |                 |
| 1990 | Bűnös vagy ártatlan    | Criminal Justice                                 | Jessie Williams               | Gesztesi Károly |
| 1993 |                        | Lush Life                                        | Buddy Chester                 |                 |
| 1993 | Az utolsó fény         | Last Light                                       | Fred Whitmore                 | Hankó Attila    |
| 1994 | Az ellenség közelében  | The Enemy Within                                 | MacKenzie "Mac" Casey ezredes | Hankó Attila    |
| 1996 | Visszapassz            | Rebound: The Legend of Earl "The Goat" Manigault | Mr. Rucker                    | Hankó Attila    |
| 1999 | Tanúvédelem            | Witness Protection                               | Steve Beck marsall            | Gesztesi Károly |
| 2001 | New Orleans-i történet | Feast of All Saints                              | Picard                        |                 |

#### Sorozat
| Év        | Magyar cím                  | Eredeti cím                      | Szerep               | Megjegyzések                                                            |
| --------- | --------------------------- | -------------------------------- | -------------------- | ----------------------------------------------------------------------- |
| 1983      | Cagney és Lacey             | Cagney & Lacey                   | menedzser            | 1 epizód                                                                |
| 1984      |                             | Trapper John, M.D.               | Lewis Jordan         | 1 epizód                                                                |
| 1984      | Zsarublues                  | Hill Street Blues                | Floyd Green          | 1 epizód                                                                |
| 1985      |                             | Diff'rent Strokes                | Herman               | 1 epizód                                                                |
| 1985      |                             | The Fall Guy                     | barát                | 1 epizód                                                                |
| 1985–1986 | Észak és Dél                | North and South                  | Cuffey               | minisorozat (12 epizód)                                                 |
| 1986      |                             | Amazing Stories                  | Jerry                | 1 epizód                                                                |
| 2002–2003 |                             | The Twilight Zone                | narrátor             | 44 epizód (tanácsadó producer)                                          |
| 2006–2007 | Vészhelyzet                 | ER                               | Curtis Ames          | 6 epizód                                                                |
| 2006–2007 | The Shield – Kemény zsaruk  | The Shield                       | Jon Kavanaugh        | 13 epizód                                                               |
| 2007–2009 | Amerikai fater              | American Dad!                    | Turlington (hangja)  | 3 epizód                                                                |
| 2009–2011 |                             | Brick City                       | nem szerepel         | vezető producer (11 epizód)                                             |
| 2010      | Gyilkos elmék               | Criminal Minds                   | Sam Cooper           | 1 epizód                                                                |
| 2011      | Gyilkos elmék: Alapos gyanú | Criminal Minds: Suspect Behavior | Sam Cooper           | - 13 epizód - magyar hangja:[forrás?] - Bognár Tamás                    |
| 2013      |                             | Africa                           | narrátor             | dokumentumsorozat                                                       |
| 2016      | Gyökerek                    | Roots                            | Henry                | 3 epizód                                                                |
| 2017      | Star Wars: Lázadók          | Star Wars Rebels                 | Saw Gerrera (hangja) | - 4 epizód - magyar hangja:[forrás?] - Pál András - Barabás Kiss Zoltán |
| 2017–2018 | Empire                      | Empire                           | Eddie Barker         | 11 epizód                                                               |
| 2019–2025 |                             | Godfather of Harlem              | Bumpy Johnson        | főszereplő és vezető producer                                           |
| 2022-2025 |                             | Young Rock                       | önmaga               | 2 epizód                                                                |
| 2022-2025 | Andor                       | Andor                            | Saw Gerrera          | - 5 epizód - magyar hangja:[forrás?] - Kerekes József                   |
| 2023      | Extrapolációk               | Extrapolations                   | August Bolo          | 1 epizód                                                                |
| 2024      | Ocean Park császára         | The Emperor of Ocean Park        | Oliver Garland bíró  | 10 epizód                                                               |

### Videójátékok
| Év   | Cím                          | Szerep      | Megjegyzések           |
| ---- | ---------------------------- | ----------- | ---------------------- |
| 2019 | Star Wars Jedi: Fallen Order | Saw Gerrera | hang és motion capture |
| 2023 | Asgard's Wrath II            | Djehuty     | hang                   |

### Videóklipek
| Év   | Előadó               | Cím                  | Megjegyzések |
| ---- | -------------------- | -------------------- | ------------ |
| 1995 | Whitney Houston      | Exhale (Shoop Shoop) | rendező      |
| 2001 | Jagged Edge          | Goodbye              | rendező      |
| 2019 | Bring Me the Horizon | In the Dark          |              |

## Fontosabb díjak és jelölések
- Oscar-díj
  - 2007 díj: legjobb férfi főszereplőnek (Az utolsó skót király)
- Golden Globe-díj
  - 2007 díj: legjobb férfi főszereplőnek (dráma) (Az utolsó skót király)
  - 1988 jelölés: legjobb férfi főszereplőnek (dráma) (Bird – Charlie Parker élete)
- BAFTA-díj
  - 2007 díj: legjobb férfi főszereplőnek (Az utolsó skót király)
- Cannes-i fesztivál
  - 1988 díj: legjobb férfi alakítás (Bird – Charlie Parker élete)
  - 2022 díj: Tiszteletbeli Arany Pálma[14]

## Fordítás
- Ez a szócikk részben vagy egészben  a   Forest Whitaker című angol Wikipédia-szócikk fordításán alapul.  Az eredeti cikk szerkesztőit annak laptörténete sorolja fel. Ez a jelzés csupán a megfogalmazás eredetét és a szerzői jogokat jelzi, nem szolgál a cikkben szereplő információk forrásmegjelöléseként.